# Leçons pour une phénoménologie de la conscience intime du temps
Les Leçons pour une phénoménologie de la conscience intime du temps est une œuvre du philosophe allemand Edmund Husserl considéré comme le père de la phénoménologie. Lʼouvrage de Husserl fut édité par son assistante Edith Stein en 1916, et publié en 1928 par son élève Martin Heidegger. La traduction française est de Henri Dussort et la préface de Gérard Granel. L'ouvrage est scindé en deux parties, la première correspondant à des développements autour des conférences sur le temps prononcées en 1905 et une seconde qui regroupe des additifs et compléments à cette première analyse. La première partie correspondant au corps principal est elle-même divisée en trois sections précédée d'une introduction. L'introduction réduite à deux paragraphes, pose les questions de méthode. La première section, assez courte elle aussi, comporte, l'exposition et la critique de la théorie du temps de Franz Brentano. La deuxième section, contenant plus directement la reprise des Leçons de 1905 sur la conscience du temps est de beaucoup la plus développée, comme le laisse prévoir son titre « Analyse de la conscience du temps. ». La troisième et dernière section du livre fait du « flux de la subjectivité absolue », le lieu où l'ouvrage tout entier prend sa signification métaphysique.

## Mouvement général du texte
Comme le note Lazlo Tengelyi, dans sa contribution à l'ouvrage collectif consacré à l'étude du livre de Husserl, « la tâche propre des considérations phénoménologiques sur le temps consiste à combler l'abîme entre l'interprétation cosmologique et psychologique du temps par une analyse de la « constitution » du temps de la nature ou du monde dans le temps vécu ». Pour Gérard Granel, Husserl cherche à conquérir dans cet ouvrage une « notion phénoménologique du temps à travers l'idée de « tempo-objet » ». Dès le § 1 la mise hors circuit du temps objectif dégage le terrain pour la phénoménologie alors que par ailleurs, la pensée sur le temps de Franz Brentano va fournir le point de départ de l'analyse husserlienne. Dans une première étape Husserl cherche à démonter par le biais de la phénoménologie les divers phénomènes participants à la constitution de la conscience du temps. Le recours aux notions de rétention et de protention va permettre de rendre compte du phénomène de durée. À travers l'étude des « tempo-objet » Husserl va étayer ce qu'il appelle la thèse de la continuité de principe du phénomène de l'écoulement du temps. La troisième et dernière section ambitionne de parcourir systématiquement les divers degrés de sa constitution. Husserl va y distinguer dans leur systématicité, trois niveaux dont le dernier appelé flux absolu de la conscience est l'origine du temps des vécus et du temps objectif.

## Introduction
En introduction, Husserl rappelle quelques principes généraux de la phénoménologie et les caractères spécifiques de leur application au phénomène du temps.
Renaud Barbaras, citant Husserl, note que toute approche phénoménologique commence par une « réduction », c'est-à-dire, dans ce cas, une « exclusion complète de toute espèce de supposition, d'affirmation, de conviction à l'égard du temps objectif ». Pour Paul Ricœur, « c'est la fonction de la mise hors circuit du temps objectif de produire la conscience intime du temps ». Ce qui est exclu sous l'expression de temps objectif, c'est le temps du monde et des horloges afin de mettre à nu la « durée », toujours prise au sens d'intervalle, de laps de temps,.
Husserl explicite la « réduction » du temps à l'aide d'exemples tirés du mode de « réduction » de l'espace ainsi que de celui de la qualité. Comme le souligne Emmanuel Housset « la « réduction phénoménologique » ne consiste pas à nier l'existence d'un temps cosmique, mais permet de montrer en quoi il est le résultat d'une objectivation du temps immanent ». L'exclusion du temps objectif, du temps du monde nous laisse le phénomène du « temps apparaissant de la durée en tant que telle » comme temps immanent du cours de la conscience. C'est à ce temps immanent qu'il revient à travers son présent de « lier et de nouer les différents fils du temps dans une trame continue », c'est-à-dire qu'il lui revient d'unifier à travers le présent de la conscience absolue, les trois modalités du temps mondain (voir Husserl §1 p. 7 et Rudolf Bernet).
Au deuxième paragraphe de l'introduction, Husserl caractérise ainsi son approche : « la question de l'essence du temps reconduit à la question de l'origine du temps. Mais cette question de l'origine est orientée vers les formations primitives de la conscience du temps » rappelle Rudolf Bernet,,. À noter que « la question phénoménologique de l'origine du temps se distingue des sciences de la nature et en particulier des structures causales mises en œuvre dans une psychologie génétique » écrit Rudolf Bernet. Husserl montre que la division classique du temps (passé, présent, futur) n’est pas un donné originaire mais dérive de la structure temporelle de nos vécus, ce qui est impensable si on ne met pas au premier plan l'ego.
Ce sont donc les « purs vécus » du temps qui sont visés, c'est-à-dire des vécus qui ne sont insérés dans aucune réalité. « L'a priori du temps est ce que nous cherchons à tirer au clair en explorant la conscience du temps », précise Husserl. « Il s'agit de passer de la durée « chosique » du monde, au temps apparaissant, c'est-à-dire au temps immanent au cours de la conscience », écrit Renaud Barbaras et donc de mettre à jour des caractères d'actes du vécu de conscience « qui constituent la temporalité de l'objet, c'est-à-dire, son identité temporelle suivant le principe : être pour un objet signifie qu'il est appréhendé comme le même dans ses changements »,.

## La théorie de Brentano
Husserl consacre la deuxième section de son livre à la critique de son ancien maître Franz Brentano. La doctrine de Franz Brentano sur l'origine du temps, aurait comporté un « noyau phénoménologique » rapporte Renaud Barbaras. La question qui aurait été justement abordée concerne « la difficulté que présente le caractère successif de la conscience du temps, lorsqu'il s'agit de compte de la façon dont une succession apparaît pour cette conscience (par exemple une mélodie) [...] L'unité d'une conscience qui englobe présent et passé est un « Datum phénoménologique » » écrit Gérard Granel.
Le paragraphe §3 aborde la question du caractère successif du temps. Parce que « la durée d'une sensation n'implique pas la sensation de la durée » il est nécessaire d'élucider comment une continuité (mélodique par exemple) est intuitionnée. Dans l'écoute d'une mélodie un Son qui disparaîtrait sans laisser de trace ne donnerait pas une mélodie alors qu'à l'inverse si tous les sons étaient conservés dans la conscience nous n'aurions qu'une cacophonie. Il faut que à la fois le Son passé demeure afin que la succession soit perçue, mais qu'il ne demeure pas lui-même sans quoi il n'y aurait pas succession. Or, « la psychologie de Brentano ne parviendrait pas à surmonter la conception empiriste comme quoi le temps serait une simple addition d'instants séparés » note Emmanuel Housset,. Husserl retient de Brentano l'idée de lier au présent la modification du passé. Il en rejette néanmoins l'interprétation psychologique. Faisant appel à l'imagination, cette théorie transforme, par exemple, en illusion la perception réelle d'une mélodie,.

## La conscience du temps
Avec cette deuxième section Husserl entreprend de démonter le mécanisme de constitution de la conscience du temps. Le terme de « constitution » est à comprendre au sens fort sur la base de l'opposition entre le « constituant » et le « constitué ».

### L'expérience de la durée
Dans le cours du § 6 Husserl affirme « l'unité de la conscience qui embrasse présent et passé est un Datum phénoménologique ». Cette thèse à savoir de « l'unité de la conscience du présent et du passé » doit cependant être confortée par une analyse de la structure temporelle fondamentale.
Avec le §  7 débute l'analyse de la conscience du temps par la critique de l'approche traditionnelle. Contre la tradition, Husserl, s'efforce de conquérir une conception temporelle de la conscience. Pour lui, la perception d'un « objet temporel » comporte en elle-même de la temporalité,.Husserl veut étendre, avec la « rétention et la protention », la conscience du « maintenant ». Dans ce paragraphe, il aborde la notion complexe de Zeitobjekte traduit par « objet temporel » ou avec Gérard Granel: « tempo-objet ». « Par objet temporel [...] nous entendons des objets qui ne sont pas seulement des unités dans le temps, mais contiennent aussi en eux-mêmes l'extension temporelle »,. Un Son, qui par définition dure, est par excellence, le domaine d'application de cette définition de l'« objet temporel ». La perception d'un seul et même Son, c'est-à-dire une seule et même durée se donne à travers une série de présents nouveaux. De cette expérience, il ressort que « pendant tout ce flux de conscience, j'ai conscience d'un seul et même Son en tant que Son qui dure ».

### La constitution de la durée
Les  § 8 et 9 poursuivent la description des « tempo-objets ». Ceux-ci ne sont pas quelque chose qui apparaît mais la façon dont est donné le perçu, des modes de l'apparition. Lorsqu'il y a « tempo-objet », qui peut être, soit « un mot, une phrase, un Son, une mélodie, on a affaire à un « objet temporel » qui n'est pas dans le temps, mais est-lui même l'unité d'une durée [...] Husserl prend comme exemple d'objet temporel le Son et tente de décrire l'identité du Son, comme la continuité d'une durée relative à la conscience ».
C'est de ce phénomène d'appréhension des « tempo-objet » que Husserl va tirer sa compréhension de ce qu'il appelle la « conscience constitutive du temps »,. Au § 10, Husserl pose par ces célèbres diagrammes la thèse de la continuité de principe du phénomène de « l'écoulement du temps »,.
Alors que pour certains l'appréhension des moments successifs (cheminement, passage éloignement) ne serait possible que par une « intuition instantanée » qui les uniraient temporellement, Husserl avance l'hypothèse que des successions discontinues peuvent être rassemblées dans un acte d'appréhension ayant une unité (exemple de la mélodie).
Revenant à l'exemple du Son, le § 11 définit comme « point -source » le premier moment de l'apparition du Son. La conscience unit ce que l'analyse distingue, à savoir d'un côté le moment présent du Son caractérisé par un renouvellement incessant, de l'autre côté le moment tout juste passé ; autrement dit, le présent « en chair et en os » se change en passé et en cédant sa place, passe dans la « rétention ». « La conscience impressionnelle du nouveau présent est en même temps conscience du tout juste passé, c'est-à-dire retenue du Son écoulé en tant que passé [..] Le noyau de cette analyse est donc bien le fait qu'à toute conscience « impressionnelle » est coprésente une conscience « rétentionnelle » du tout juste passé [...] Cette analyse permet de rendre compte de la « constitution » de l'identité de l'objet temporel [...] La succession des apparitions du Son donne lieu à la conscience d'un seul Son qui dure »,.
Du § 11 au § 29, se succèdent selon le regroupement effectué par Gérard Granel, « les analyses de la conscience du présent ou conscience du perçu et de la conscience du passé ou conscience du souvenir (un seul § est consacré à la conscience du futur ou conscience d'attente) ».

### Temporalité de la perception
On doit à Gérard Granel le regroupement sous le titre de « temporalité de la perception » de l'ensemble des thèmes couverts par les paragraphes 12 à 33 dans lesquels sont traités les phénomènes de « rétention» et de « protention » ainsi que du « souvenir », conçu comme « conscience de l'avoir-été-perçu ».
À partir du § 12, Husserl décrit l'entrelacement des principaux « vécus » impliqués dans la « conscience intime du temps ». Le premier de ces vécus et le plus important, serait le phénomène de la « rétention » dont il est dit « qu'il appartient à l'essence de l'intuition du temps présent d'être, en chaque point de sa durée conscience du tout juste passé ». Paul Ricœur, traducteur des Ideen I note dans la préface de ce livre « Dans les Ideen, même l'enchaînement du temps implique que la réflexion n'est possible qu'à la faveur de la rétention du passé immédiat dans le présent ». Selon le résumé de Rudolph Bernet dans Revue philosophique de Louvain : « dans le cours d'une perception chaque moment implique une conscience « rétentionnelle » et « protentionnelle », qui garde présente la durée écoulée de l'objet temporel et anticipe la suite de la durée de l'objet ». Rétention et protention ne doivent pas être confondues avec remémoration et attente, elles ne sont pas des actes intentionnels autonomes, mais des moments non-indépendants de tout acte intentionnel accompli dans le présent. De même, il ne faut pas confondre la rétention avec la résonance. Au § 13 Husserl professe que toute « rétention » est nécessairement précédée d'une perception et donc d'une impression originelle correspondante, chaque phase rétentionnelle constituant un point du continuum du temps.
À noter que « la rétention ne rend pas le passé présent ; elle fait être le « passé comme tel », c'est-à-dire comme ce qui n'est pas présent. Si la rétention est intentionnalité, elle n'est pas représentation [...] Dès lors, la rétention elle-même n'est pas un acte, mais une conscience instantanée de la phase écoulée [...] En tant qu'elle constitue le temps, la rétention ne peut être un acte temporel ». Gérard Granel parle de « conscience au passé » et non de « conscience du passé » pour souligner le caractère purement intentionnel de cette conscience rétentionnelle sans contenu réel.

### La constitution de la conscience du temps
« Husserl fonde la temporalité des vécus intentionnels sur une strate ultime de la conscience qu'il appelle « flux de la conscience absolue, constitutive du temps » [...] les actes intentionnels s'écoulent dans le temps, alors que la conscience absolue est une appréhension du temps qui, elle-même, n'est plus dans le temps. [...]  la conscience absolue n'est pas temporelle »,. Les prédicats temporels tels que « maintenant », « auparavant », « successivement », « simultanément » ne s'appliquent pas à la conscience absolue elle-même, mais seulement aux objets temporels immanents tels que les vécus intentionnels de perception,. Il y a un sens spécifique note Jocelyn Benoist à viser temporellement les objets. « chaque détermination temporelle d'un objet doit être donnée dans un acte intentionnel propre. Ainsi un objet présent est un objet de perception, un objet passé se donne dans un acte de remémoration, un objet futur est anticipé dans un acte d'attente ».
Assimilée à une intentionnalité cette conscience intime, s'ajoute aux formes d'intentionnalité jusque-là répertoriées (perception, imagination, signification).

## Les degrés de la constitution du temps
Dans la troisième section Husserl entreprend « d'établir et de parcourir systématiquement les divers degrés de la constitution du temps ». Pour Emmanuel Housset « la troisième section des Leçons remonte jusqu'au principe de tout objet temporel, c'est- à-dire jusqu'au flux absolu de la conscience qui est constitutif du temps ». Pour Paul Ricœur le véritable sens de l'entreprise husserlienne n'apparaîtrait que dans cette section selon Claude Romano
Husserl distingue (§ 34) trois niveaux qui dérivent les uns des autres en vertu d'un rapport de fondation écrit Renaud Barbaras. Outre le niveau des choses et de leur changement dans le temps objectif « il y a le niveau des actes intentionnels de perception et de remémoration etc.. qui s'écoulent dans le temps immanent (le vécu) et le niveau de la « conscience originelle du temps » que Husserl appelle « flux de la conscience absolue, constitutive du temps » »,. Comme le souligne Renaud Barbaras « toute la difficulté est de caractériser ce flux absolu en le distinguant du flux constitué ».
Au § 35 Husserl souligne la différence entre les unités constituées et le flux constitutif ; d'un côté l'identité maintenue dans le changement, de l'autre  « le phénomène constituant, nous y trouvons un flux, et chaque phase de ce flux est une continuité de dégradés ». « si les déterminations temporelles des objets sont fondées sur la temporalité des actes intentionnels, il reste à comprendre d'où ces actes intentionnels tirent leurs propres déterminations temporelles », s'interroge Rudolf Bernet. Comme le souligne Renaud Barbaras, ce flux, en tant qu'il est pur changement ne possède pas de durée, il est un maintenant toujours nouveau qui surgit sans cesse et est retenu dans les maintenant qui suivent d'une manière dégradée.
Au § 36 Husserl tente une première caractérisation des phénomènes « constitutifs » du temps. Husserl reconnaît le caractère inapproprié de la notion de flux. Nous ne pouvons nous exprimer qu'à travers la succession d'objets constitués alors même que ce flux n'a rien de temporellement objectif. « le flux de la conscience absolue est quelque chose que nous nommons ainsi d'après ce qui est constitué, ce qui est constituant, nous ne pouvons le nommer flux que «métaphoriquement» et parce que, pour cette conscience absolue, «les noms nous font défaut» » écrit Rudolf Bernet reprenant le texte même d'Husserl.
Au § 37 Husserl distingue : la conscience (le flux), l'apparition (l'objet immanent), l'objet transcendant qui tout autant que l'objet immanent n'est pas un contenu primaire. « Nous trouvons dans toute conscience un contenu immanent, celui-ci est, quand il s'agit des contenus qu'on nomme apparition, soit apparition d'un être individuel (d'un objet temporel externe), soit apparition d'un intemporel. Par exemple dans l'acte de juger j'ai l'apparition « jugement », à savoir comme unité temporelle immanente, et en elle apparaît le jugement au sens logique [...] ce que nous nommions dans les Recherches logiques acte ou vécu intentionnel est un flux en qui se constitue une unité temporelle immanente (le jugement, le souhait,etc), qui a sa durée immanente et qui avance éventuellement plus ou moins vite. Ces unités qui se constituent dans le courant absolu sont dans le temps immanent, qui est un, et c'est en lui qu'on trouve une simultanéité et une durée d'égale longueur, et aussi une certaine possibilité d'être déterminé selon l'avant et l'après » écrit Husserl.
Aux § 38 et 39 Husserl pose la question de l'unité du flux de la conscience. Comme le remarque Renaud Barbaras « D'où tirons nous notre connaissance du flux constituant ? Comment pouvons nous savoir que le flux constitutif ultime de la conscience possède une unité ? [...] Comment puis-je avoir une connaissance du flux ultime qui préserve son absoluité, c'est-à-dire qui ne restaure pas une conscience de degré supérieur et qui par conséquent ne rabatte pas le flux du côté de la durée constituée ». Husserl parle d'une forme qui lierait toutes séries de sensations originaires qui commencent et finissent. Sur elles toutes s'exerce la loi de transformation du maintenant en « ne plus » et du pas encore en maintenant Husserl écrit :« C'est ainsi que dans le flux de la conscience en vertu de la continuité des modificatins rétentionnelles, et du fait qu'elles sont continûment rétentions de celles qui ont précédé continûment, se constitue l'unité du flux lui-même ».Renaud Barbaras explicite en faisant référence à un dédoublement de la rétention qui rendrait possible cette auto-constitution du flux.